# Klassenkameraden
Klassenkameraden ist ein deutscher Kriminalfilm aus dem Jahr 1984 von Rainer Bär. Er wurde für das Fernsehen der DDR produziert und am 18. November 1984 dort erstausgestrahlt.

## Handlung
Robert Arndt wird nachts auf einer Waldlichtung an einem Bahndamm aus seinem Auto seine Jacke samt persönlichen Papieren gestohlen, während er dort durch ein zärtliches Tête-à-Tête mit einer jungen Frau, die er zuvor als Anhalterin mitgenommen hat, abgelenkt ist. Robert versucht den Täter zu verfolgen, wird aber aufgehalten, da er einen Zug auf der vielbefahrenen Bahnstrecke passieren lassen muss, er entkommt ihm schließlich. Robert erzählt seinem Freund und Arbeitskollegen Werner von seinem Malheur und die beiden beschließen, am nächsten Sonntag zur gleichen Uhrzeit zum Bahndamm zurückzukehren, um dem Täter eine Falle zu stellen und die Jacke und die Papiere zurückzuholen.
Der Täter, Fred Burger, tappt in die Falle und versucht eine Jacke aus dem Wagen zu stehlen. Robert und Werner verfolgen ihn auf seiner Flucht bis zu seinem Haus an der Bahnstrecke. Im Haus stellen sie ihn und zwingen Fred, die Jacke und die Papiere wieder herauszugeben. Nachdem sie ihn noch eindringlich vor weiteren Taten gewarnt haben, verlassen sie das Gebäude. Dabei vergisst Robert in der Eile sein Feuerzeug mit seinem Monogramm „RA“ und Werner die von ihm mitgebrachte Eisenstange. Fred Burger indes wurde im Haus von seinem Auftraggeber und Komplizen Helmuth Grohmann, unbemerkt von den anderen, erwartet. Er tritt hervor und es kommt zu einer Auseinandersetzung mit Fred, in dessen Verlauf Fred von Grohmann mit der zurückgelassenen Eisenstange erschlagen wird. Wieder am Auto angekommen, stellt Robert fest, dass er sein Feuerzeug vergessen hat und läuft zum Haus zurück. Dort findet er den toten Fred und flüchtet daraufhin wieder zu seinem Wagen. Nachdem er Werner berichtet hat, was er gesehen hat, fahren die beiden nun mit dem Auto zu Freds Haus an der Bahnstrecke. Unterdessen versucht Helmuth Grohmann die Leiche zu beseitigen und hat sie bereits aus dem Zimmer im ersten Stock des Hauses geschleppt, als Robert und Werner mit dem Auto auftauchen. Während die beiden überrascht feststellen, dass in dem Zimmer keine Leiche liegt, gelingt es Grohmann, die Leiche Freds auf dem Rücksitz des Wagens zu verstecken. Robert und Werner fahren nach Hause, ohne die Leiche zu entdecken. Erst beim Aussteigen in der Garage finden sie den toten Fred.
Zwischenzeitlich ist Hauptmann Hannes Bergemann von der Kriminalpolizei in die Stadt gekommen, um dort zusammen mit dem örtlichen Kollegen Leutnant Haase Spuren in einem Erpressungsfall nachzugehen. Dazu sollen unter anderem die Erpressungsopfer befragt werden. Er freut sich zudem in Langenberg seine alten Klassenkameraden und Freunde Fred, Helmuth und Richard wiederzusehen. Hannes erfährt von Richard, den er zunächst in dessen Zahnarztpraxis aufsucht, dass Fred ziemlich heruntergekommen und der Kontakt mit ihm abgebrochen sei. Helmuth dagegen habe Karriere gemacht und leite eine bekannte Bar am Markt. Nachdem Hannes Helmuth in seiner Bar, die auch in seinem Fall eine zentrale Rolle spielt, begrüßt hat, fahren beide zu Fred und finden dort sein leeres Haus vor. In der Nacht, zum Abschluss eines gemeinsamen Abends in der Bar, kehren sie zusammen mit Richard zu dem Haus zurück und finden den erschlagenen Fred, den Robert und Werner am Abend zurückgebracht haben, im Zimmer im ersten Stock. Hannes Bergemann nimmt die Ermittlungen in dem Mordfall auf.
Im Laufe der Ermittlungen stellt sich heraus, dass Fred eine Tochter hat, die in der Nähe von Rostock wohnt. Hannes lässt Fräulein Dörfelt nach Langenberg kommen und erfährt von ihr, dass Fred Besuch von einem ihr unbekannten Mann hatte, den sie bei ihm gesehen hat und wiedererkennen würde. Hannes erzählt seinen Freunden von der Tochter, daraufhin bestellt Helmuth unter Hannes‘ Namen Freds Tochter zum Alten Markt. Als Hannes in sein Hotel zurückkehrt, berichtet ihm die Rezeptionistin von dem Anruf und Hannes kann mit seinen Kollegen in letzter Minute Schlimmeres verhindern. Die Tochter hat den unbekannten Mann wiedererkannt. Hannes bemerkt nach einer erfolglosen Verfolgungsjagd durch die Altstadt, dass Helmuth durch eine nur wenigen bekannte Verbindung zwischen Ober- und Unterstadt entkommen ist, die früher auch die alten Schulfreunde benutzten. Robert indes versucht Helmuth bei einem Besuch in seiner Bar unter Druck zu setzen, als Hannes erscheint und Helmuth von dem Vorfall mit Freds Tochter in der Nacht erzählt. Robert und Werner, denen die Polizei bereits auf der Spur ist, sehen als ihren letzten Ausweg, den wahren Täter zu stellen, um sich vom Mordverdacht zu befreien. Dazu wird die junge Anhalterin von den beiden gebeten, sich am Telefon als Freds Tochter auszugeben und ein Treffen mit Helmuth zu vereinbaren. Wieder gelingt Helmuth in der nächtlichen Altstadt die Flucht vor der Polizei. Helmuth wird jedoch von Hannes am Ausgang der geheimen Verbindung zur Unterstadt erwartet und verhaftet.

## Hintergrund
Der Film wurde vom 15. November 1983 bis 15. Februar 1984 in Berlin sowie Altenburg und Umgebung gedreht. Die Handlung ist in der fiktiven Stadt Langenberg angesiedelt. Titelmusik ist die Moonlight Serenade von Glenn Miller. Zur musikalischen Untermalung wird im Film auch mehrfach der von Joachim Süß komponierte und gespielte Zither-Fox eingesetzt. Er enthält deutliche Anklänge an das Harry-Lime-Thema von Anton Karas aus Carol Reeds Der dritte Mann. Ebenso ähnelt die Flucht Helmuth Grohmanns, der Flucht Harry Limes durch das nächtliche Wien. Im Schaufenster eines Fotogeschäfts ist mehrfach deutlich ein Porträt von Alfred Hitchcock zu sehen.
Klassenkameraden wurde ursprünglich als Polizeiruf-110-Folge produziert, jedoch als Einzelfilm außerhalb der Reihe ausgestrahlt. Das polizeiruf110-lexikon.de nennt (ohne weitere Belege) als Gründe für die Ausstrahlung als Einzelfilm „…das «Fehlen von Standardermittlern», aber auch – nach Meinung des MdI –, daß er «nicht DDR-bezogen» bzw. «nicht klassenbezogen»“ war. Er gehört damit, wie auch die Filme:
- Gelb ist nicht nur die Farbe der Sonne (1979)
- Herbstzeit (1979)
- Die lieben Luder (1983)
- Aussenseiter (1985)
- Kalter Engel (1986)
- Im Alter von … (1974)
- Rosis Mann (1984)

zu den produzierten Polizeiruf-Folgen, die aus unterschiedlichen Gründen nicht in die Polizeiruf-Reihe aufgenommen wurden oder keine Sendefreigabe erhielten.
Der Film wurde 1986 und 1987 vom WDR Fernsehen, Bayerischen Fernsehen, Hessen Drei sowie Südwest 3 ausgestrahlt.